# 1129
Cette page concerne l'année 1129  du calendrier julien.
L'année 1129 est une année commune qui commence un mardi.

## Événements

### Asie
- Les Jürchen achèvent la conquête du nord de la Chine puis franchissent le Yangzi Jiang en deux endroits jusqu’au Jiangxi et à Hangzhou (1129-1130)[2].

### Proche-Orient
- 2 juin : mariage de Foulque d’Anjou et de Mélisende, fille et héritière de Baudouin II[1].

- Septembre : l’atabek de Damas Bouri fait mettre à mort le vizir al-Mazdaghani, protecteur des Assassins (batinis). Les partisans de la secte sont massacrés par la foule[3]. Leurs chefs sont crucifiés sur les créneaux des remparts. Selon le chroniqueur Ibn al-Athir, al-Mazdaghani et les Assassins auraient voulu livrer la ville aux Francs, en l’échangeant contre Tyr, et c’est en ayant connaissance de ce complot que Bouri aurait agi. Les rares batinis survivants vont s’installer en Palestine, sous la protection de Baudouin II de Jérusalem, après lui avoir livré la forteresse de Baniyas, au pied du mont Hermon, sur la route entre Jérusalem et Damas[4].

- 5 décembre : bataille de Marj as-Suffar[5] ; une armée de 10 000 cavaliers et fantassins francs venus de Palestine, d’Antioche, d’Édesse et de Tripoli se présente devant Damas. Bouri recrute à la hâte quelques bandes de nomades turcs et quelques tribus arabes pour repousser l’attaque. Plusieurs milliers de Francs, qui sont allés fourrager dans la plaine de la Ghouta, sont surpris par une attaque. Baudouin abandonne la partie. Il rassemble ses troupes pour une nouvelle tentative, quand une pluie diluvienne s’abat sur la région, la transformant en un immense lac de boue. Ne pouvant plus avancer, Baudouin ordonne la retraite[4].

- À la fin de l'année, Zanki, le maître d’Alep, invite Bouri de Damas à participer à une expédition contre les Francs. Sawinj, fils de Bouri, arrive à Alep avec 500 cavaliers. Zanki les prend en otage et menace de les tuer si Bouri lui tient tête. Sawinj ne sera relâché que deux ans plus tard[6].

### Europe
- Printemps : Foulques V d’Anjou part pour la cité d'Acre[1]. Il cède ses droits sur les comtés d’Anjou et du Maine à son fils Geoffroy V Plantagenêt le Bel (fin en 1150)[7].

- 13 janvier : ouverture du concile de Troyes, convoqué par le pape Honorius II à la demande d’Hugues de Payns, pour reconnaître officiellement l’ordre du Temple, dont la règle, rédigée par Bernard de Clairvaux, est approuvée par le concile[8].

- 14 avril : Louis VI le Gros associe son fils Philippe à la couronne. Il est sacré à Reims[9].
- Avant le 7 octobre : établissement du consulat à Avignon par le comte Guillaume de Forcalquier[10].

- Le jarl danois du Slesvig, Knud Lavard, soumet les Obodrites et se fait proclamer leur roi, sous la suzeraineté de l’empereur Lothaire II. Début de la révolte du prince des Obodrites Niklot[11].

- L’aventurier normand Robert Burdet prend le titre de prince de Tarragone. Il reçoit son territoire en fief de l’archevêque Oleguer[12].
- La communauté de l’abbaye de femme d’Argenteuil est dissoute. La prieure Héloïse conduit une partie des moniales en Champagne dans un ermitage fondé par Abélard sous la vocation du Paraclet (Saint-Esprit consolateur). Héloïse devient abbesse du nouveau monastère[13].